# Stanisława Przybyszewska

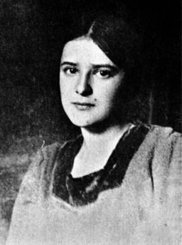
Stanisława Przybyszewska.

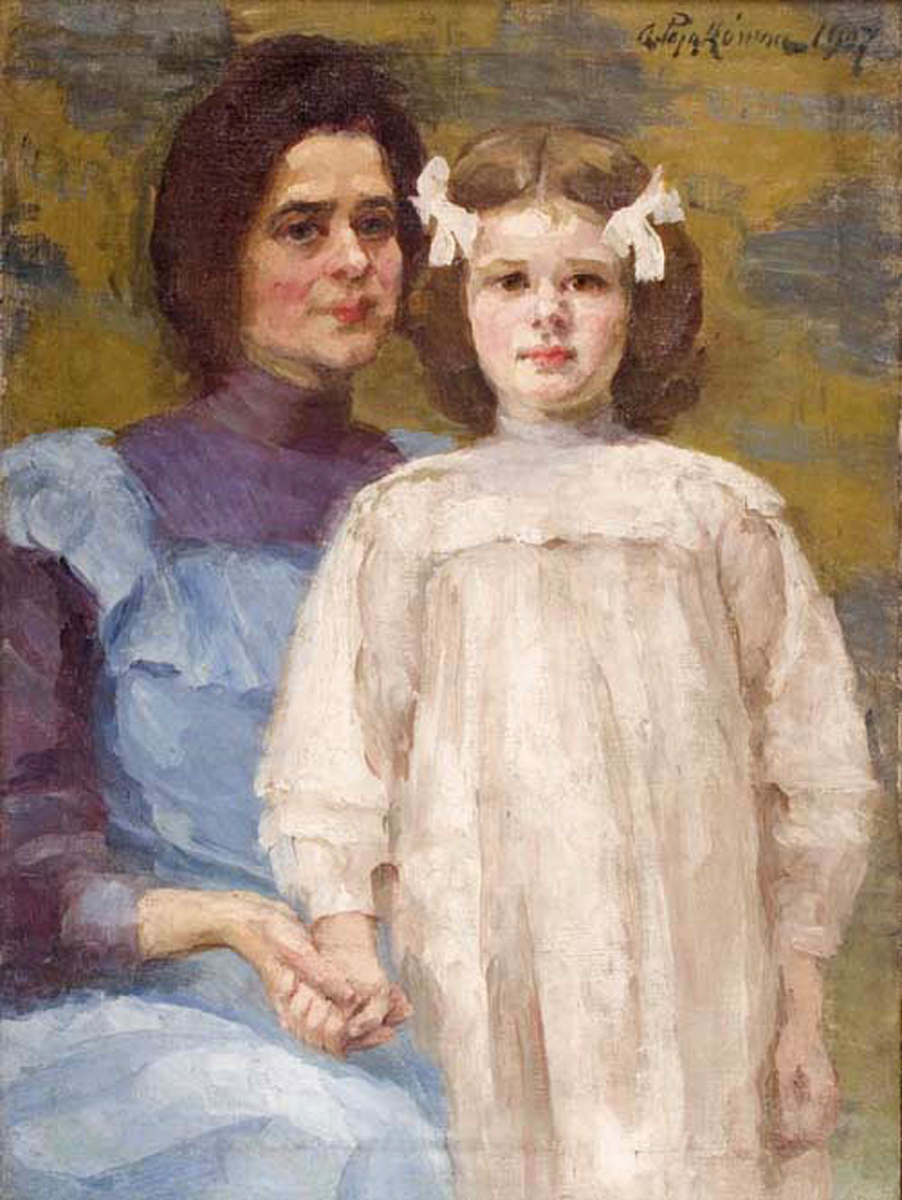
Självporträtt med dotter, av Przybyszewskas mor Aniela Pająkówna, 1907.

Stanisława Przybyszewska, född 1 oktober 1901 i Kraków, död 15 augusti 1935 i Danzig, var en polsk dramatiker och romanförfattare.

## Biografi
Stanisława Przybyszewska, som var dotter till författaren Stanisław Przybyszewski och konstnären Aniela Pająkówna, uppfostrades av sin mor då fadern mycket snart återvände till sin hustru, författaren Dagny Juel. Som ensamstående mor hamnade Pająk i stora svårigheter och flyttade många gånger. Dottern fick därigenom en uppväxt i ensamhet. 1907 lämnade de Polen och flyttade till Wien, sedan till München och slutligen Paris, där modern studerade konst och dottern gick i en privatskola. År 1911 avled modern och Przybyszewska togs om hand av släktingar först i Zürich och sedan i Wien men nu med skolgång på tyska. Hennes släktingar såg till att hon fick en god utbildning.
När hon 1916 återvände till Polen talade hon flytande franska och tyska. 1920 tog hon en lärarexamen mot de lägre åldrarna i Kraków. Samma år flyttade hon till Poznań där hon arbetade vid posten, men hon inledde senare studier vid stadens konservatorium i musik och universitet i språk och litteratur. 1922 flyttade hon till Warszawa, där hon arbetade i en bokhandel med kontakter med det illegala kommunistpartiet (KPP). Hon arresterades för illegalt samarbete med partiet, men släpptes på grund av brist på bevis. Även om hon aldrig var politiskt aktiv kom hon nu i kontakt med den marxistiska ideologin. Hon fick senare arbete vid ett gymnasium i Warszawa.
1921 gifte hon sig med konstnären Jan Panieński (1900–1925). De flyttade till fristaden Danzig, där maken undervisade i kemi, konsthistoria och filosofi vid Polska gymnasiet. Przybyszewska ägnade sig nu åt såväl målning som komposition, men vände sig sedan till litteraturen. Under en studieresa för att studera konst avled Panieński i Paris. Przybyszewska försökte då få arbete vid Polska gymnasiet, men nekades därför att hon inte hade någon fullständig universitetsexamen. Hon försörjde sig huvudsakligen som privatlärare i tyska och franska. Intresset för den franska revolutionen blev nu hennes överskuggande intresse. I samband med begravningen av fadern 1927 träffade hon sin syster Iwa, det enda av sina fem halvsyskon hon lärde känna. 1929 skrev Przybyszewska pjäsen Affären Danton (eller Fallet Danton, polska: Sprawa Dantona), som är hennes mest kända verk. Pjäsen handlar om den politiska kampen mellan Danton och Robespierre, där Przybyszewska nyanserar karaktärerna och lyfter frågor om moral och politik. 1931 sattes pjäsen upp i Lwów (nuvarande Lviv i Ukraina) och 1933 i Warszawa. Även om ingen av föreställningarna kan sägas ha blivit en framgång, fanns det de som insåg Przybyszewskas begåvning. Det innebar att hon nu kunde publicera en del andra verk. Hon försökte att leva som författare, men det blev ett fattigt liv, där hon också utvecklade ett drogberoende. Hon dog i Danzig 1935.
Przybyszewska återupptäcktes under 1960-talet, men det stora genombrottet för hennes verk kom 1975 när Andrzej Wajda satte upp Affären Danton vid Allmänna teatern i Warszawa. 1983 gjorde han en film av pjäsen, med titeln Danton. Under 1980-talet började Przybyszewskas verk också att uppmärksammas i utlandet. I Sverige satte Unga Klara upp Affären Danton 1986.